# Mangkunegara II
Mangkunegara II (Surakarta, 5 gennaio 1768 – Surakarta, 17 gennaio 1836) è stato un sovrano indonesiano.
Fu il secondo principe di Mangkunegaran.

## Biografia

### I primi anni
Mangkunegara II era figlio del principe Hario Prabuwijaya, figlio a sua volta del principe Mangkunegara I di Mangkunegaran. Per parte di sua madre era invece discendente del sultano indonesiano Pakubuwono III.
Già prima della morte di suo nonno, Mangkunegara II venne preparato alla successione al trono, diritto di cui suo padre era stato privato. Una volta asceso al trono nel 1795, il suo governo venne pesantemente minato dalla guerra in corso, ed egli stesso tentò più volte di espandere i propri domini a scapito degli stati vicini, alleandosi più volte con gli olandesi. Nel 1808, la sua Legione di Mangkunegaran era costituita da 1150 uomini armati, il che rendeva il suo stato tra i più difficili da espugnare. Lo stesso uso della parola "legione" riflette chiaramente quanto Mangkunegara II avesse assorbito dagli europei in fatto di organizzazione militare.

### La mediazione nel conflitto di Yogyakarta

#### La situazione a Giava nel 1800
Il regno di Mangkunegara II riuscì notevolmente a ridurre i tradizionali conflitti in essere dall'epoca di suo nonno con il vicino stato di Yogyakarta, come pure col principato di Pakualaman, costituitosi nel 1813 con l'incoronazione del principe Paku Alam I. A Yogyakarta regnava Hamengkubuwono II col titolo di sultano, il quale però si dimostrava particolarmente poco propenso ad accettare la nuova situazione delle cose con la presenza degli olandesi sull'isola.
Nel 1800, poi, sbarcarono sull'isola i coloni olandesi, che altro non fecero che acuire le tensioni già presenti tra gli stati e che anzi essi cercarono in alcuni casi di fomentare in una politica divide et impera con la quale speravano di guadagnare sempre più influenza in Indonesia e nell'arcipelago.

#### L'intervento europeo a Giava
In due occasioni il governatore generale (Daendels e Raffles) a Yogyakarta riuscirono a respingere le opposizioni militari mosse al governo olandese dal sultano Hamengkubuwono II e dai suoi uomini, destituendolo. Daendels, nel dicembre del 1810, con una forza di 4200 soldati, attaccò Yogyakarta, ponendo sul trono il figlio di Hamengkubuwono II, Hamengkubuwono III, e facendo poi ritorno a Batavia con alcuni prigionieri.
Mangkoenegara II ebbe comunque un ruolo fondamentale durante il periodo del crollo dell'autorità olandese a Giava nel 1811. Quando infatti il generale olandese Janssens cercò di difendere strenuamente Giava dagli attacchi degli inglesi (che alla fine per breve tempo si sostituirono agli olandesi come coloni sull'isola), Mangkoenegara II fu l'unico a rimanere fedele alla causa dei Paesi Bassi. Janssens fu ad ogni modo costretto a capitolare incondizionatamente, dal momento che, secondo la sua stessa dichiarazione, non gli era rimasto fedele alcun soldato. La capitolazione di Toentang del 18 settembre 1811 pose fine definitivamente alla dominazione olandese di Java.
Al ritorno degli olandesi, dopo la breve parentesi di dominio inglese, la figura di Mangkoenegara II venne tenuta in grande considerazione e riconoscenza dal governo coloniale dei Paesi Bassi che gli assegnò diverse onorificenze nazionali.
Mangkoenegara II morì nel 1836.